# Guédelon
Guédelon je pokus z oboru experimentální archeologie, v rámci kterého vzniká stejnojmenný hrad stavěný v moderní době středověkými postupy v Burgundsku ve Francii.
Hrad leží v obci Treigny v departementu Yonne přibližně čtyřicet kilometrů jihozápadně od města Auxerre. Ke stavbě bylo zvoleno místo nabízející dostatek základních surovin – opuštěný lom v blízkosti lesa a rybníka.
Stavba začala v roce 1997 z iniciativy Michela Guyota a její dokončení se předpokládá v polovině dvacátých let jednadvacátého století. Architektonicky má odpovídat období vlády Filipa II. Augusta, tedy zhruba létům 1180–1223.
Projekt má zároveň už během stavby fungovat i jako turistická atrakce. V roce 2015 jej například navštívilo skoro 300 000 návštěvníků a může si tak dovolit platit 70 zaměstnanců.

## Galerie

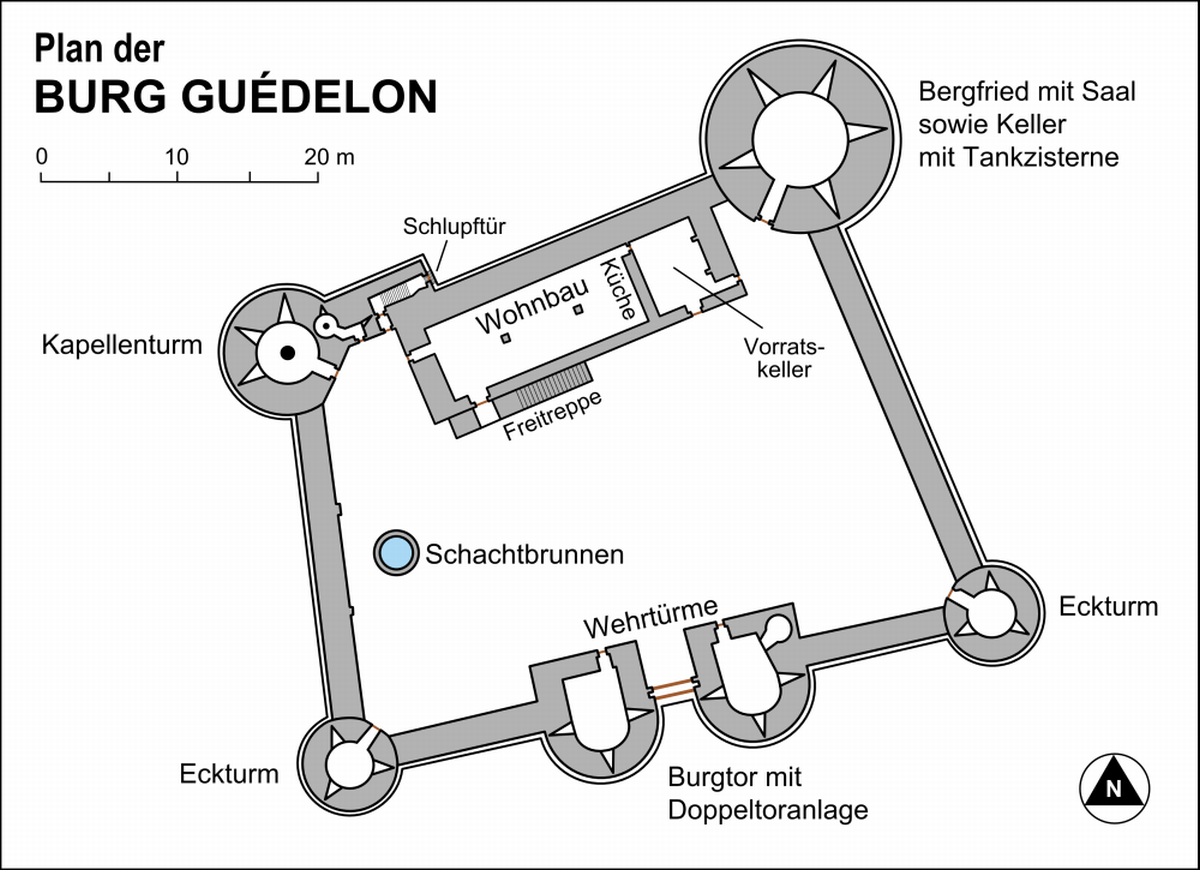
Plán hradu
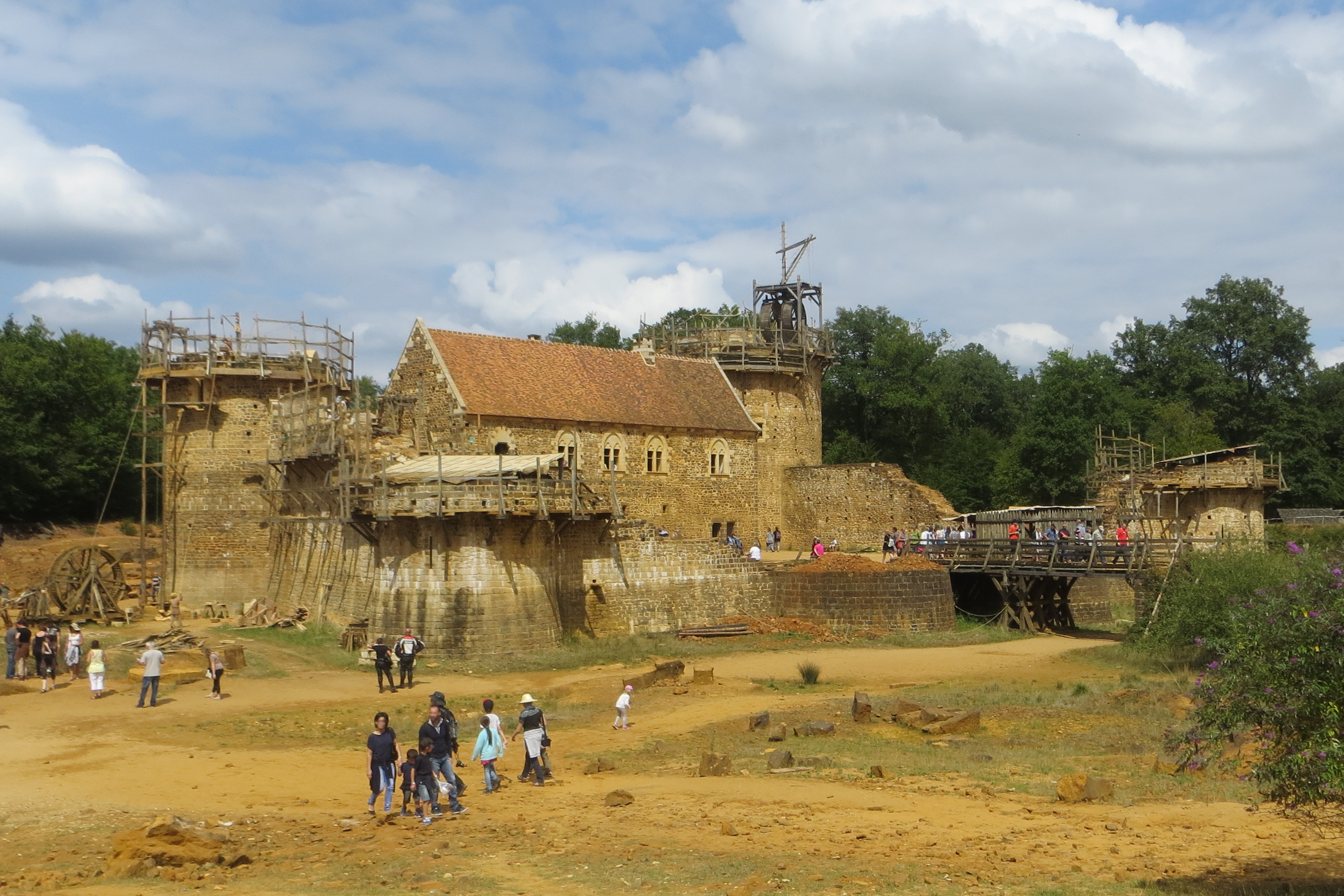
Stav prací v roce 2015
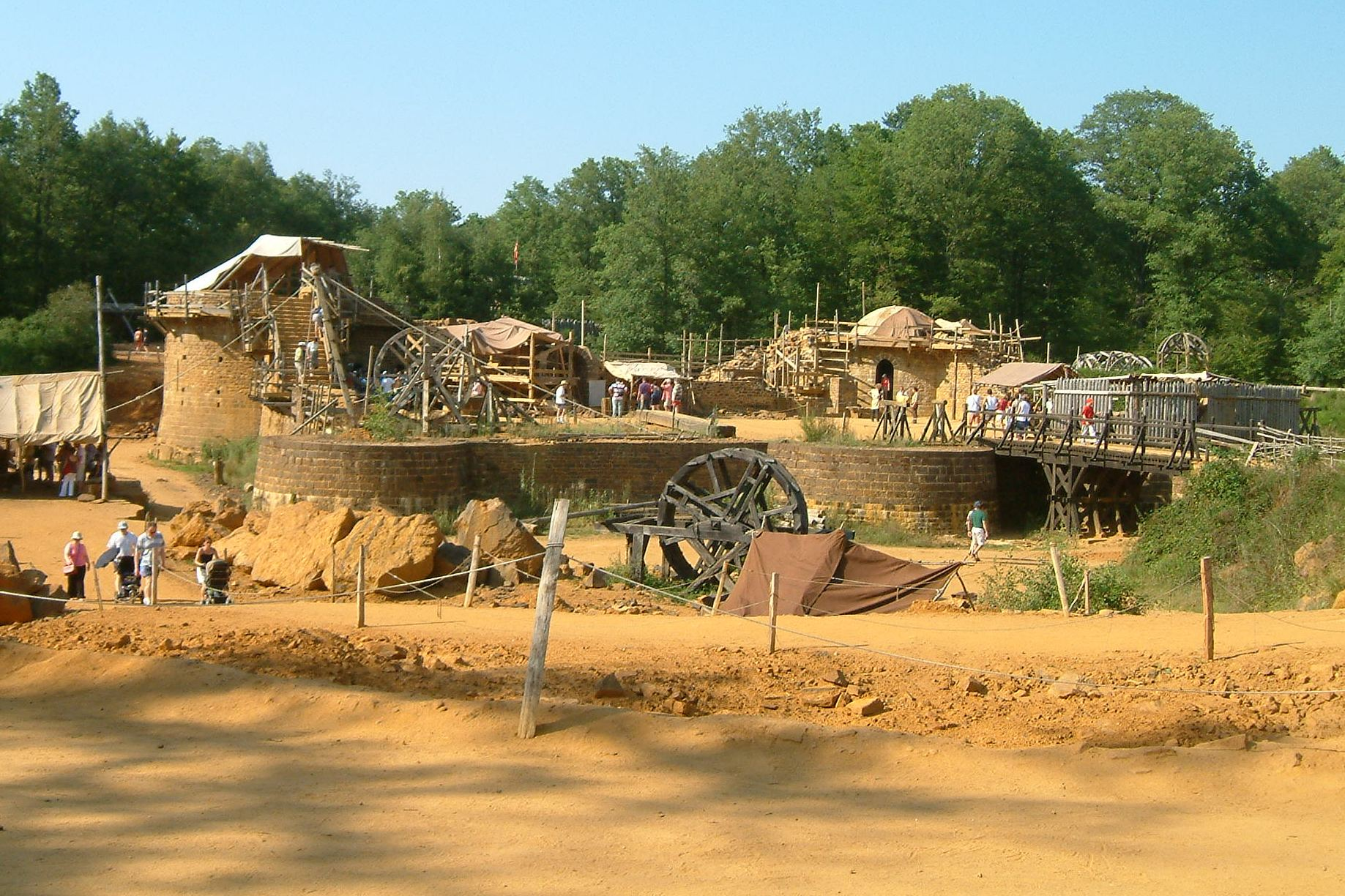
Stav prací v roce 2005